# Wonderland Live
Wonderland Live (también conoco como Wonderland Live (Zona Preferente)) es un álbum en vivo de la banda juvenil mexicano argentina Eme 15, siendo grabado en el Auditorio Nacional de México el 27 de enero de 2013.

## Producción
Tras el éxito alcanzado por la serie de televisión Miss XV y el álbum debut Eme 15 en Latinoamérica, la banda anunció planes de grabar un CD y DVD de conciertos en octubre de 2012, sin embargo en el mes de enero la banda tuvo la oportunidad de grabar el disco con audiencia en vivo el 27 de enero de 2013.

## Composición

### Letras y sonidos
Las nuevas canciones en el álbum incluyen un dueto con las integrantes femeninas del grupo Paulina Goto y Natasha Dupeyrón llamada «Que buena suerte» , así como la canción, «Magic Dragon (Can You Feel the Power)» con el exitoso cantautor de los años 80-90 Antonio De Carlo. La canción se hizo famosa por aparecer varias veces en la banda sonora de la serie, Paulina Goto además de las recordadas canciones del pasado álbum en vivo.

## Sencillos
- «Diferente» fue el primer sencillo del álbum en vivo,[1] grabado en el escenario y lanzado el 9 de abril de 2013 para descargas y en físico en México.

## Lista de canciones
| N.º | Título                                                         | Escritor(es) | Escritor(es) | Duración |  |
| 1.  | «Intro»                                                        |              |              | 1:27     |  |
| 2.  | «Te quiero más»                                                |              |              | 3:48     |  |
| 3.  | «Súper Loca»                                                   |              |              | 3:14     |  |
| 4.  | «Detrás de tu mirada»                                          |              |              | 3:48     |  |
| 5.  | «Tengo Miedo»                                                  |              |              | 3:18     |  |
| 6.  | «Magic Dragon (Can You Feel the Power)» (con Antonio De Carlo) |              |              | 2:02     |  |
| 7.  | «El mapa de mi interior»                                       |              | Carlos Lara  | 4:07     |  |
| 8.  | «Diferente»                                                    |              |              | 3:50     |  |
| 9.  | «Desde tu adiós»                                               |              |              | 3:31     |  |
| 10. | «No hay manera»                                                |              | Carlos Lara  | 5:44     |  |
| 11. | «La mala vida»                                                 |              | Carlos Lara  | 3:34     |  |
| 12. | «Que buena suerte»                                             |              |              | 3:21     |  |
| 13. | «Ninguna como tú»                                              |              |              | 3:20     |  |
| 14. | «A mis quince (Miss XV)»                                       |              |              | 4:59     |  |
| 15. | «La»                                                           |              |              | 3:35     |  |
| 16. | «No voy a cambiar»                                             |              |              | 3:50     |  |
| 17. | «Solamente tú»                                                 |              |              | 3:37     |  |
| 18. | «Wonderland»                                                   |              |              | 5:23     |  |

## Recepción comercial
El álbum se ubicó en la posición 6 de Top 100 México / Álbum Chart.

## Posicionamiento en listas
| 2013   |                             |   |
| México | Mexican Albums Charts (MEX) | 6 |